# El Cogull (Granera)

El Cogull, respecte del terme de Granera

El Cogull és una muntanya de 664,2 metres d'altitud que es troba en el terme municipal de Granera, a la comarca del Moianès.
Està situada en el sector sud-occidental del terme, a ran del límit municipal amb Sant Llorenç Savall, en el Serrat de Trens, a prop del seu extrem nord-oest.